# Río Hojalora
El río Hojalora es un río del centro de la península ibérica perteneciente a la cuenca hidrográfica del Guadiana, que discurre por el oste de la provincia de Ciudad Real (España).

## Curso
El río Hojalora nace en la sierra de Esterillas, dentro del término municipal de Abenójar. El río discurre en sentido mayormente suroeste-nordeste a lo largo de unos 23 km hasta su desembocadura en el río Tirteafuera. 

## Flora y fauna
La vegetación de la ribera del Hojalora está formada por galerías y matorrales ribereños termomediterráneos, que son las formaciones vegetales típicas de los cursos de agua de caudal escaso, intermitente e irregular, propio de climas cálidos y térmicos con fuerte evaporación. Sobre todo aparecen representadas galerías arbustivas compuestas por tamujares.